# Мартин Афонсу де Каштру
Мартин Афонсу де Каштру (порт. Martim Afonso de Castro; 1560 — 3 июня 1607, Португальская Малакка) – португальский военный и государственный деятель, флотоводец, колониальный администратор, вице-король Португальской Индии(1605-1607) на службе у короля Себастьяна I.
Участник Голландско-португальских воен. В 1606 году в сражении у мыса Рашадо победил флот голландской Ост-Индской компании.
В том же году отличился при осаде Малакки.

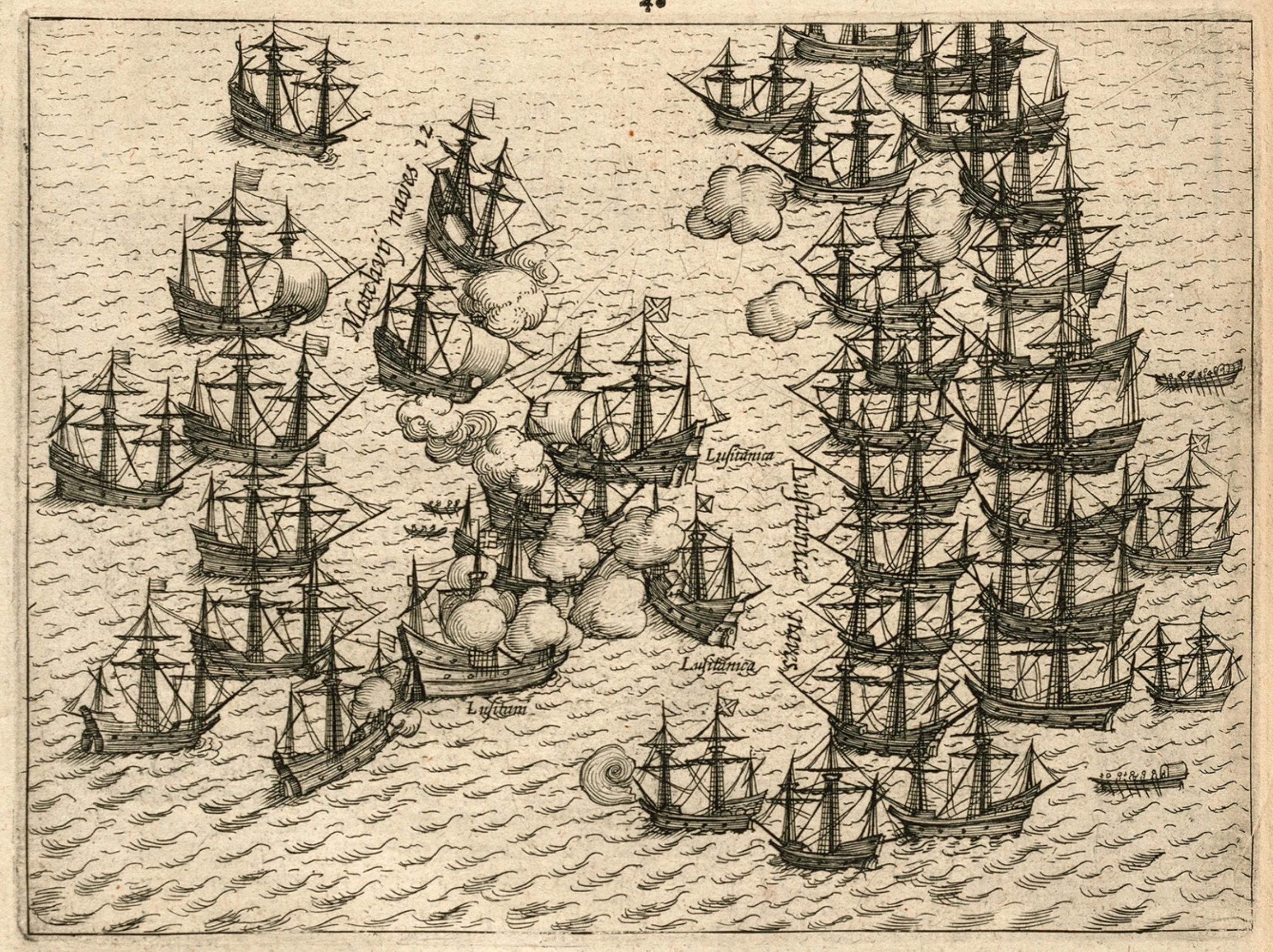
Морское сражение при осаде Малакки